# Liste des maires d'Albertville
Pour un article plus général, voir Albertville.
Cette page présente la liste des maires d'Albertville, sous-préfecture et troisième ville du département de la Savoie en population avec 20 000 habitants depuis 1860.

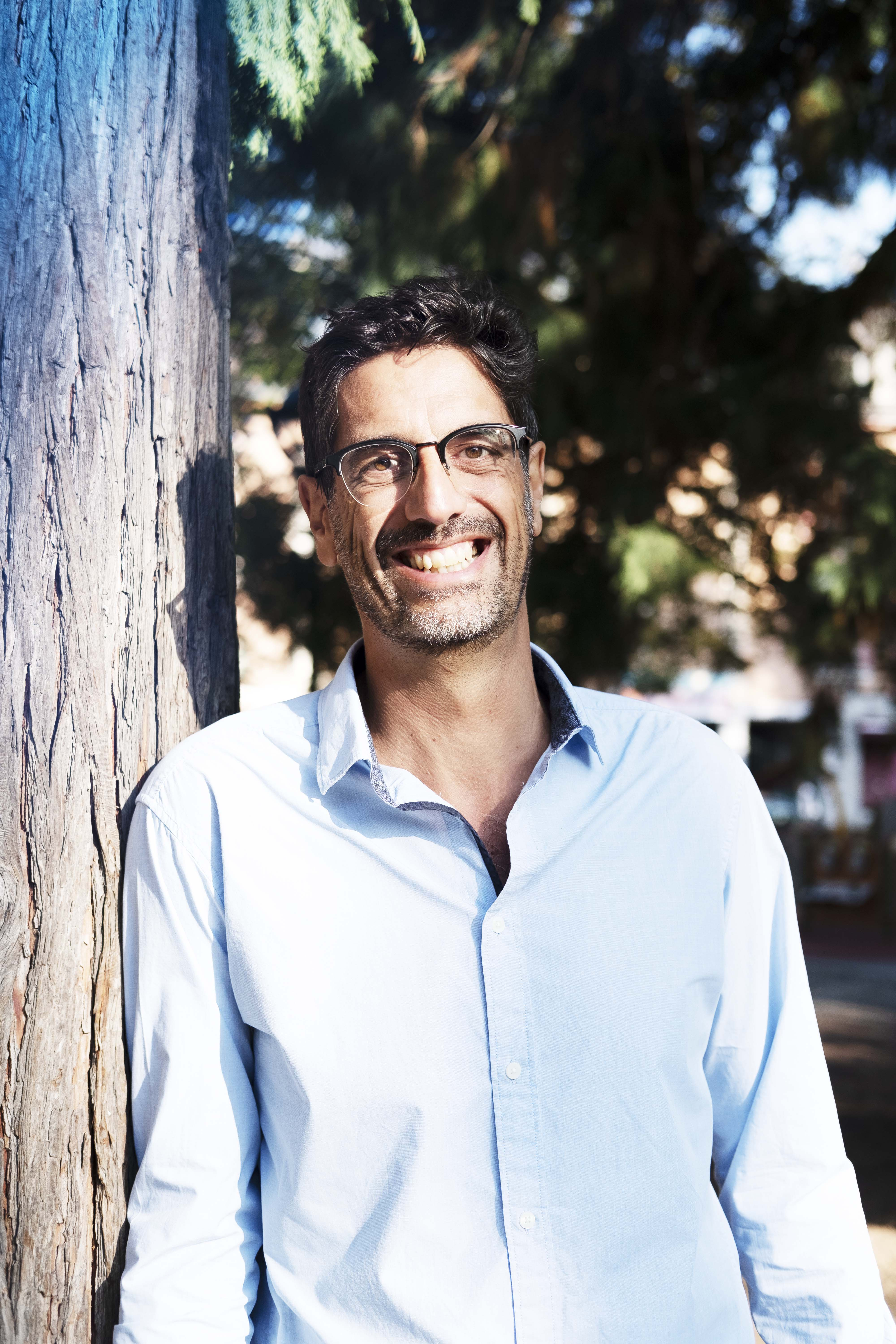
Frédéric Burnier Framboret, maire d'Albertville

## Liste des maires
Liste de l’ensemble des maires qui se sont succédé à la mairie d’Albertville :
| Période          | Période         | Identité                             | Étiquette           | Qualité                               |
| ---------------- | --------------- | ------------------------------------ | ------------------- | ------------------------------------- |
| 1860             | 1861            | Joseph-François de Manuel de Locatel |                     |                                       |
| 1861             | 1865            | Barthelemy Sondaz                    |                     |                                       |
| 1865             | 1866            | Jean-Philippe Sage                   |                     |                                       |
| 1866             | 1870            | Joseph Jacquemoud                    |                     |                                       |
| 1870             | 1884            | François Nicolas Rey                 |                     |                                       |
| 1884             | 1896            | François Gravin                      |                     |                                       |
| 1896             | 1898            | Jules Armand                         |                     |                                       |
| 1898             | 1904            | François Gravin                      |                     |                                       |
| 1904             | 1905            | Jean-François Cursat                 |                     |                                       |
| 1905             | 1912            | Louis Gailliard                      |                     |                                       |
| 1912             | 1919            | François Gravin                      |                     |                                       |
| 1919             | 1921            | Louis Milliant                       |                     |                                       |
| 1921             | 1940            | Claudius Perillat                    | Parti radical       |                                       |
| 1940             | 1943            | Henry Verdier                        |                     |                                       |
| 1943             | 1947            | Joseph Mugnier                       |                     |                                       |
| 1947             | 1953            | Louis Dufour                         |                     |                                       |
| 1953             | 1958            | Pierre Michelon                      |                     |                                       |
| 1958             | 1971            | Jean-Baptiste Mathias                | UNR                 | Médecin, sénateur.                    |
| 1971             | 1995            | Henri Dujol                          | RPR                 | Chirurgien.                           |
| 1995             | 2008            | Albert Gibello                       | UMP                 | Vice-président du conseil général.    |
| 2008             | 2014            | Philippe Masure                      | Parti socialiste PS | Géologue.                             |
| 4 avril 2014     | 6 novembre 2017 | Martine Berthet                      | UMP puis LR         | Sénatrice de la Savoie. Pharmacienne. |
| 6 novembre 2017, | En cours        | Frédéric Burnier-Framboret,          | LR                  | Géomètre-Expert                       |

### Maires de L'Hôpital
| Période | Période | Identité   | Étiquette | Qualité |
| ------- | ------- | ---------- | --------- | ------- |
| 1805    | 1806    | Montserraz |           |         |

## Les maires

### Jean-Baptiste Mathias
Jean-Baptiste Mathias, né le 29 juin 1913 et mort le 22 mai 1974, est un médecin généraliste qui fut conseiller municipal d'Albertville de 1944 à 1958, maire de 1958 à 1971, puis à nouveau conseiller municipal de 1971 à 1974.

### Henri Dujol
Henri Dujol, né le 8 novembre 1922 à Saint-Étienne et mort le 14 mars 2006, fut maire de 1971 à 1995. Il est à l'origine du projet d'organisation des jeux olympiques d'hiver de 1992.

### Albert Gibello
Albert Gibello est un homme politique français, membre de l'UMP, né le 26 septembre 1947 à Chambéry (Savoie). Il a été le maire de 1995 à 2008 après avoir été adjoint aux sports et adjoint à la vie scolaire, notamment lors des jeux olympiques d'hiver de 1992. Il a été en particulier directeur du syndicat chargé de faire respecter les normes de pollution à l'incinérateur de Gilly-sur-Isère qui émettait 700 fois les normes légales.

### Philippe Masure
Philippe Masure est géologue. S'il ne cache pas ses idées de gauche humaniste, il n'a jamais été affilié à un parti politique. Il se présente en 2008 avec le soutien des partis de gauche (PS, PC) et des écologistes. Il est le premier maire non issu de la droite à être élu depuis la dernière guerre. Après un mandat où il assainit les finances de la ville et imprime une vision du territoire en tant que président du SCOT Arlysère, il ne se représente pas, son âge (il est né en 1943) et ses convictions citoyennes l'incitant à laisser la place.

### Martine Berthet
Martine Berthet est née en 1961. Elle est maire d'Albertville, conseillère départementale de la Savoie déléguée  élue sur le canton d'Albertville-1 , vice-présidente de la communauté de communes de la région d'Albertville et sénatrice suppléante de la Savoie de Jean-Pierre Vial.
Adjointe au maire d'Ugine de 2001 à 2014, Martine Berthet participe à la création de la communauté de communes de la région d'Albertville en 2001. Elle est vice-présidente de la Communauté de communes de la région d'Albertville déléguée aux ressources humaines et aux équipements sportifs de 2001 à 2014.
Sollicitée lors des élections municipales de 2014, elle est tête de liste pour la droite et le centre aux côtés d'Hervé Gaymard et de Vincent Rolland. La liste "Debout Albertville" arrive en tête lors du premier tour, elle est élue au second tour lors d'une triangulaire avec plus de 49,95 % des suffrages.
Martine Berthet devient le 4 avril 2014, officiellement maire d'Albertville, c'est la première fois qu'une femme accède à cette fonction dans la ville. Lors des Élections départementales françaises de 2015 Martine Berthet est candidate en binôme avec Hervé Gaymard sur le canton d'Albertville-1. Ils sont élus au soir du second tour avec plus de 61 % des suffrages.
Elle devient sénatrice de la Savoie en septembre 2017, sous l'étiquette Les Républicains ; il s'agit alors de la première femme à accéder à ce poste pour le département.

### Frédéric Burnier Framboret
Frédéric Burnier Framboret est né en 1967 à Grenoble. Il est géomètre expert et chef d’entreprise. Il est maire d’Albertville depuis novembre 2017 et 1er vice-président de la Communauté d’Agglomération Arlysère chargé de :
- L’intégration et le pilotage du Plan Climat Air Energie (PCAET)
- L’environnement et la transition énergétique
- L’économie et le tourisme
- La valorisation des déchets

Adjoint au développement durable de 2014 à octobre 2017, il devient maire d’Albertville après la démission de Martine Berthet, devenue sénatrice de Savoie.
Tête de liste aux élections municipales de mars 2020, il est élu dès le 1er tour avec 53,32% des suffrages.

## Pour approfondir